# A Gátnál (zenekar)
A Gátnál magyar alternatív rockegyüttes – a szaksajtó meghatározása szerint – funk-, jazz és népzenei hatásokkal. Jelenlegi tagsága: Fiatal Kutya (Bucsin Tamás) – basszusgitár, Homoki Fóka (Benkő Gábor) – gitár, ének,  Kubai Szenátor (Krepsz Marcell) – gitár, Tétova Farkas (Pfeiffer Milán) – trombita, tangóharmonika, Valamilyen Karabély (Baráth Tibor) – dobok.
Ég a tűz, érzem a húsomon, esik az eső, érzem a tűzön,

a messzi ködből a jegenyék árnyát reccsenő ággal a hajadba tűzöm.

A Teremtés pora hullt alá akkor, az ajkadon lóhere nedve virult,

klorofill mélyébe szorult lelkünk a parazsam ölén felszabadult.[forrás?]

## Története
A Gátnál zenekart 1998 nyarán alapították Sárváron, de létezését inkább az első koncerttől, 1999. január 9-étől számítják az alapító tagok (Benkő Gábor, Deutsch László, Halmosy Noémi, Németh Balázs, Tóth Gábor), akik még ebben az évben amatőr házi körülmények között rögzítik az első, Felvétel '99 című demókazettát. Tagcserék és rendszeres koncertezés mellett 2004-ig tart a zenekar történetének ez az első szakasza, ezalatt az idő alatt elkészül a második, Tilos minket riasztani, ha… című demóanyag is, amelyet már zenei lapoknak is elküldenek, és jó kritikákat kap.
2004-től hosszabb szünet következik, a zenekar csak évekkel később, 2010-ben folytatja, tulajdonképpen inkább újraalakul ugyanazon a néven, hiszen ekkorra az alapító felállásból már csak ketten vannak, később, néhány hónap múlva, Rühes Bölény (Deutsch László – basszus) búcsúzása után már egyedül csak Homoki Fóka. További tagcserék következnek, majd 2014-ben adják ki szerzői kiadásban első nagylemezüket, a Félmágiót, amelyről már számos zenei lap jelentet meg jó kritikákat. Az album Szamártej című szerzeményéhez Kondor Tamás grafikusművész készít animációs klipfilmet.
A nagylemez után két évvel, 2016-ban elkészül a Szihám című, ötszámos EP, amelyen 3 felújított régi dal mellett egy új, minden szempontból koprodukciós szerzemény is helyet kapott két változatban is. A zenekar következő hanganyagát 2017-ben tervezi rögzíteni, megjelenése csak 2018 elejére várható.
Bár az A Gátnál sajátságos zenei világát műfajilag meghatározni a legtöbb kritika szerint nehéz, abban azért általában egyetértenek, hogy ennek a világnak fontos eleme a – hallgatóság számára néha megosztó –, gyakran szabad képi és nyelvi asszociációkra épülő, de mindig magas igényű, magyar nyelvű szöveg. A zenekar hivatalos honlapján ingyenesen meghallgatható és letölthető a Félmágió című nagylemez és a Szihám EP, a korábbi demókról csak részletek szerepelnek.

## Tagok
Jelenlegi felállás
- Fiatal Kutya (Bucsin Tamás) – basszusgitár (2011–)
- Homoki Fóka (Benkő Gábor) – ének, gitár, szöveg (1998–)
- Kubai Szenátor (Krepsz Marcell) – gitár (2016–)
- Tétova Farkas (Pfeiffer Milán) – trombita, tangóharmonika (2012–)
- Valamilyen Karabély (Baráth Tibor) – dobok (2012–)

Korábbi tagok
- Rühes Bölény (Deutsch László) – basszusgitár (1998–2010)
- Halmosy Noémi (Sandra) – cselló (1998–2000)
- Horváth István (Jandó) – dobok (2001–2004)
- Horváth Viktória (Minyu) – ének (2010–2011)
- Esendő Sün (Kovács Máté) – basszusgitár (2010–2011)
- Kucsera Krisztián (Kesuki) – basszusgitár (2005)
- Mórocz Zoltán (Z) – gitár (2005)
- Suhogó Páva (Nagy Péter István) – dobok (2008–2012)
- Németh Balázs – dobok (1999–2001)
- Paukovics Gergely (Veszett a.k.a. Lelketlen Pingvin) – gitár (2014–2016)
- Tüzes Borjú (Pándics András) – gitár (2011–2014)
- Bíbor Kacsa (Rákos Blanka) – ének (2011–2013)
- Tóth Gábor (Toto) – gitár (1999–2000)

## Diszkográfia
| Év   | Hanganyag                          |
| ---- | ---------------------------------- |
| 1999 | Felvétel '99 – demo                |
| 2003 | Tilos minket riasztani, ha… – demo |
| 2014 | Félmágió – nagylemez               |
| 2016 | Szihám – EP                        |

## Videók
Videóklipek
- Szamártej (2011)

Koncertvideók
- Ég a Pajta (2016)
- Életveszélyben (2016)
- Bársony lennék (2016)
- Szihám (2016)
- Ugat (2015)
- Ragyogok (2015)
- Megfogtam (2015)
- Vénusz hasán (2015)
- Kukimaci, sünló (2015)
- Életveszélyben (2015)

## További információ
- A Gátnál zenekar honlapja
- A Gátnál zenekar a Facebookon